# 勒沃里特 (伊利諾伊州)
勒沃里特（英語：Leverett）是位於美國伊利諾伊州尚佩恩縣的一個非建制地區。該地的面積和人口皆未知。

## 地理
勒沃里特的座標為40°11′21″N 88°12′35″W / 40.18917°N 88.20972°W，而該地的平均海拔高度為222米（即728英尺）。